# Injektion (halvledare)
Injektion är en elektronisk process i en halvledare, när laddningsbärare accelereras i ett elektriskt fält och på detta sätt diffunderar in i en annan del av halvledaren, och där ändrar denna halvledares karaktäristik. Om den accelererade laddningen är elektroner och vandrar in i ett P-dopat område, kommer elektronerna att förändra det P-dopade ämnets karaktäristik så att det uppför sig som om det vore N-dopat. Denne elektroniska process är en av tre huvudprocesser som används för halvledarkomponenter. De övriga är inversion och diffusion.
Injektion är den process som skapar transistorkaraktäristiken i en bipolär transistor.